# Conwy (autoritat unitària)
Conwy (en anglès: Conway) és una autoritat unitària del comtat de Clwyd, situada a l'extrem septentrional de Gal·les. Té una població de 117.000 habitants (2001) i una àrea de 1.130 km².
Limita al sud i al sud-oest amb el comtat de Gwynedd, a l'est amb l'autoritat unitària de Clwyd de Denbighshire, i al nord amb el Mar d'Irlanda.
Al seu territori es troba el balneari de Llandudn i el Parc Natural de Snowdonia. La casa més petita de la Gran Bretanya és al poble de Conwy.